# Championnat du Salvador de football 1986-1987
Navigation
Saison précédente Saison suivante
La Primera División 1986-1987 est la trente-sixième édition de la première division salvadorienne.
Lors de ce tournoi, le CD Atlético Marte a tenté de conserver son titre de champion du Salvador face aux onze meilleurs clubs salvadoriens.
Chacun des douze clubs participant était confronté trois fois aux onze autres équipes. Puis les quatre meilleurs se sont affrontés lors d'une phase finale à la fin de la saison. Enfin, les vainqueurs de ces deux phases se sont disputé le titre de champion.
Seulement deux places étaient qualificatives pour la Coupe des champions de la CONCACAF.

## Les 12 clubs participants
Ce tableau présente les douze équipes qualifiées pour disputer le championnat 1986-1987. On y trouve le nom des clubs, le nom des stades dans lesquels ils évoluent ainsi que la capacité et la localisation de ces derniers.
| \| San Salvador: Alianza FC CD Atlético Marte U. Centroamericana Alba Ajacutla CD Águila San Salvador CD Chalatenango Club Deportivo FAS CD Luis Ángel Firpo CD Metapán Once Lobos CD Marte Soyapango Universidad Barrios \| Localisation des clubs engagés dans le championnat |
| San Salvador: Alianza FC CD Atlético Marte U. Centroamericana Alba Ajacutla CD Águila San Salvador CD Chalatenango Club Deportivo FAS CD Luis Ángel Firpo CD Metapán Once Lobos CD Marte Soyapango Universidad Barrios                                                          |

| Club                           | Stade                        | Capacité          | Ville          |
| Alba Ajacutla                  | Stade inconnu                | Capacité inconnue | Acajutla       |
| CD Águila                      | Stade Juan Francisco Barraza | 10 000            | San Miguel     |
| Alianza FC                     | Stade Cuscatlán              | 45 925            | San Salvador   |
| CD Chalatenango                | Stade José Gregorio Martínez | 15 000            | Chalatenango   |
| Club Deportivo FAS             | Stade Oscar Quiteño          | 15 000            | Santa Ana      |
| CD Luis Ángel Firpo            | Stade Sergio Torres          | 5 000             | Usulután       |
| CD Atlético Marte              | Stade Cuscatlán              | 45 925            | San Salvador   |
| CD Metapán                     | Stade inconnu                | Capacité inconnue | Metapán        |
| Once Lobos                     | Stade Cesar Hernández        | 15 000            | Chalchuapa     |
| CD Marte Soyapango             | Stade Jorgito Melendez       | Capacité inconnue | Soyapango      |
| CD Universidad Centroamericana | Stade inconnu                | Capacité inconnue | San Salvador   |
| Universidad Gerardo Barrios    | Complejo Deportivo España    | Capacité inconnue | Ciudad Barrios |

## Compétition
La compétition se déroule en trois phases :
- La phase de qualification : les trente-trois journées de championnat.
- La phase finale : six journées de championnat entre les quatre meilleures équipes.
- La finale : une seule confrontation entre les deux vainqueurs des phases précédentes.

### Phase de qualification
Lors de la phase de qualification les douze équipes affrontent à trois reprises les onze autres équipes selon un calendrier tiré aléatoirement.
Les quatre meilleures équipes sont qualifiées pour la phase finale et le meilleur est qualifié directement pour la finale.
Le classement est établi sur l'ancien barème de points (victoire à 2 points, match nul à 1, défaite à 0).
Le départage final se fait selon les critères suivants :
- Le nombre de points.
- Un match d'appui pour départager les équipes.

#### Classement
| Rang | Équipe                         | Pts | J  | G  | N  | P  | Bp | Bc | Diff |
| ---- | ------------------------------ | --- | -- | -- | -- | -- | -- | -- | ---- |
| 1    | CD Águila                      | 45  | 33 | 16 | 13 | 4  | 48 | 17 | +31  |
| 2    | Once Lobos                     | 41  | 33 | 13 | 15 | 5  | 43 | 28 | +15  |
| 3    | CD Atlético Marte (T)          | 40  | 33 | 14 | 12 | 7  | 40 | 27 | +13  |
| 4    | Alianza FC                     | 38  | 33 | 13 | 12 | 8  | 38 | 27 | +11  |
| 5    | CD Luis Ángel Firpo            | 38  | 33 | 13 | 12 | 8  | 33 | 24 | +9   |
| 6    | Club Deportivo FAS             | 33  | 33 | 10 | 13 | 10 | 36 | 28 | +8   |
| 7    | CD Chalatenango                | 32  | 33 | 8  | 16 | 9  | 32 | 35 | -3   |
| 8    | CD Metapán                     | 30  | 33 | 9  | 12 | 12 | 33 | 35 | -2   |
| 9    | Alba Ajacutla (P)              | 29  | 33 | 9  | 11 | 13 | 25 | 32 | -7   |
| 10   | Universidad Gerardo Barrios    | 28  | 33 | 6  | 16 | 11 | 25 | 36 | -11  |
| 11   | CD Marte Soyapango (P)         | 25  | 33 | 7  | 11 | 15 | 33 | 53 | -20  |
| 12   | CD Universidad Centroamericana | 17  | 33 | 3  | 11 | 19 | 21 | 65 | -44  |

| Légende : Qualifications et relégations | Légende : Qualifications et relégations                                               |
| --------------------------------------- | ------------------------------------------------------------------------------------- |
|                                         | Qualifié pour la phase finale                                                         |
|                                         | Relégué en Segunda División                                                           |
|                                         | En gras : Qualifié pour la finale (T) : Tenant du titre (P) : Promu de la saison 1985 |

### La phase finale
Lors de la phase finale les quatre équipes affrontent à deux reprises les trois autres équipes selon un calendrier tiré aléatoirement.
Le classement est établi sur l'ancien barème de points (victoire à 2 points, match nul à 1, défaite à 0).
Le départage final se fait selon les critères suivants :
- Le nombre de points.
- Un match d'appui pour départager les équipes.

#### Classement
| Rang | Équipe                | Pts | J | G | N | P | Bp | Bc | Diff |
| ---- | --------------------- | --- | - | - | - | - | -- | -- | ---- |
| 1    | Alianza FC            | 10  | 6 | 5 | 0 | 1 | 13 | 8  | +5   |
| 2    | CD Atlético Marte (T) | 7   | 6 | 3 | 1 | 2 | 9  | 8  | +1   |
| 3    | CD Águila             | 6   | 6 | 3 | 0 | 3 | 9  | 8  | +1   |
| 4    | Once Lobos            | 1   | 6 | 0 | 1 | 5 | 7  | 14 | -7   |

| Légende : Qualifications et relégations | Légende : Qualifications et relégations                            |
| --------------------------------------- | ------------------------------------------------------------------ |
|                                         | Coupe des champions de la CONCACAF 1987 (2e Tour de qualification) |
|                                         | En gras : Qualifié pour la finale (T) : Tenant du titre            |

### Finale
| 22 février 1987                        | CD Águila       | 0:0 (a.p.)                               | Alianza FC | Stade inconnu |
|                                        |                 | (0:0)                                    |            |               |
| Barboza · Carreño · Maradiaga · Coreas | Tirs au but 1:3 | Alonso · Alfaro · Sosa · Pacheco · Reyes |            |               |

## Bilan du tournoi
| Tableau d'Honneur          |            |
| Compétition                | Vainqueur  |
| Primera División 1986-1987 | Alianza FC |

| Qualifications continentales 1986-1987 |                      |
| Coupe des champions de la CONCACAF     | Qualifiés            |
| Deuxième tour de qualification         | Alianza FC CD Águila |

| Promotions et relégations   |                                                              |
| Relégué en Segunda División | Universidad Barrios CD Marte Soyapango Univ. Centroamericana |
| Promu de Segunda División   | Cojutepeque FC (en)                                          |